# Nachts auf den Straßen
Nachts auf den Straßen är en tysk dramafilm från 1952 i regi av Rudolf Jugert.

## Rollista i urval
- Hans Albers - Heinrich Schlüter
- Lucie Mannheim - Anna Schlüter
- Hildegard Knef - Inge Hoffmann
- Marius Goring - Kurt Willbrand
- Heinrich Gretler - Carl Falk, speditör
- Karin Andersen - Lieschen Brunnhuber
- Martin Urtel - Martin Brunnhuber
- Gertrud Wolle - fru Jaguweit
- Hans Reiser - Franz
- Hans Zesch-Ballot - kriminalinspektör Busch